# Skavlötens kulsprutebunkrar

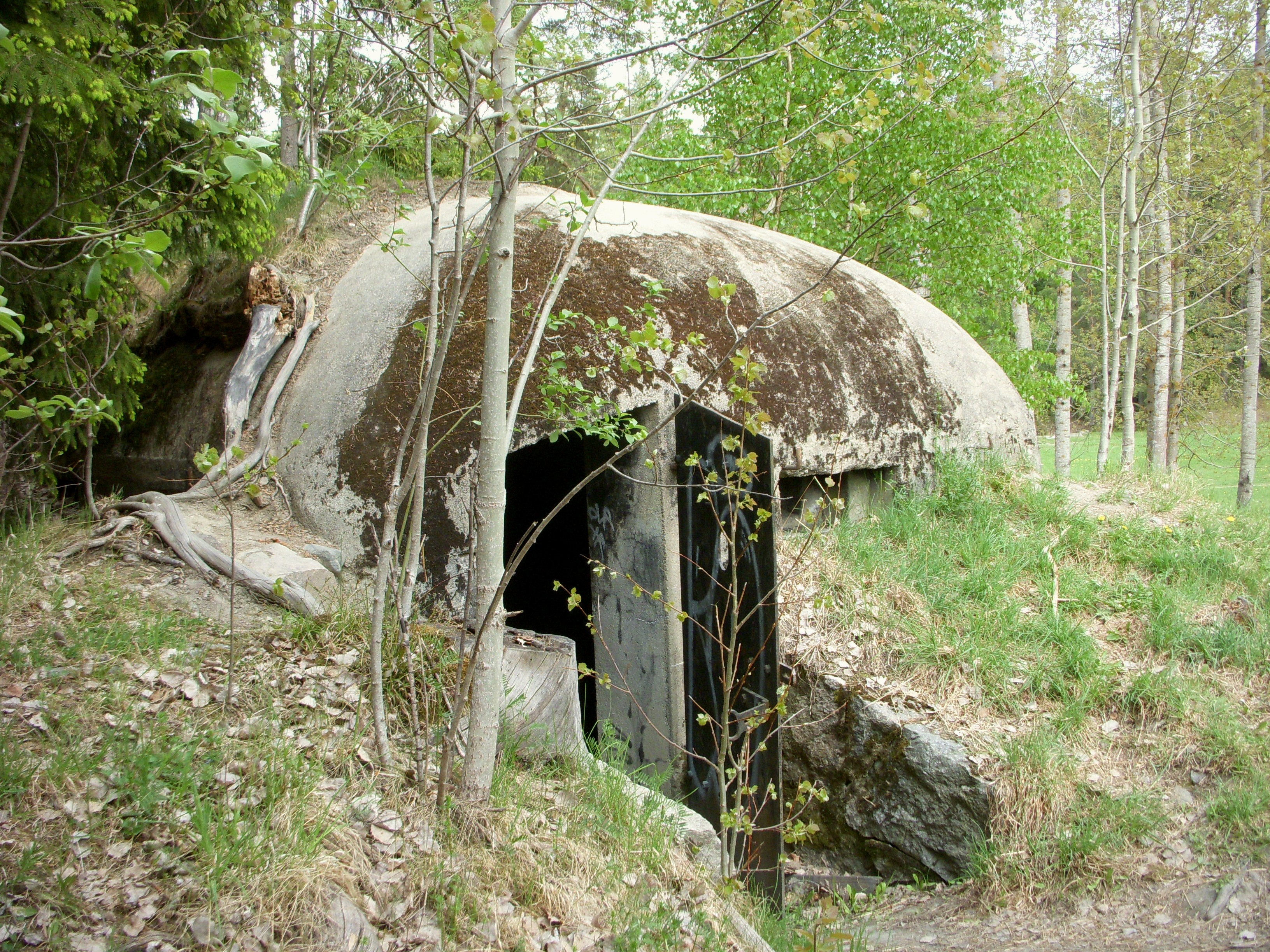
Ingången till den västra bunkern, maj 2011.

Skavlötens kulsprutebunkrar  var en försvarsanläggning bestående av två kulsprutevärn som ligger i en skogsdunge intill Skavlötens friluftsområde i östra delen av Täby kommun i Stockholms län. 
Värnen ingick i den Norra Fronten som anlades strax före och under första världskriget. Norra Fronten tillsammans med Södra Fronten, även kallad Korvlinjen var en viktig del av Stockholms fasta försvar.  Kulsprutebunkrarna vid Skavlöten bekostades och skänktes av Carl Robert Lamm till militären.

## Bakgrund
Kring sekelskiftet 1900 kom ett nytt försvarspolitiskt tänkande då centralförsvaret avlöstes av ett gräns- och kustförsvar. Man utnyttjade de sjösystem som omger Stockholm och säkrade passagerna mellan dem med ett 30-tal befästningar av varierande storlek.  Försvarslinjen kallades på grund av sitt utseende för Korvlinjen. Bygget finansierades av privatpersoner som samlades i "Föreningen för Stockholms fasta försvar" och "Palmqvistska fonden till Stockholms befästande". Själva byggarbetena utfördes av militär, som stod under civil ledning. Sedan skänktes anläggningarna till militären. Försvarslinjen ingick i försvarsorganisationen fram till 1952.
Befästningsanordningarna på land norr om Stockholm utgjordes huvudsakligen av skyttevärn, betongfort (så kallade infanterikorvar) och batteriplatser som sträckte sig från Östra Ryd i Österåkers kommun till Ed i Upplands Väsby kommun och hade en sträckning av närmare 25 km. Anläggningen bestod av ett så gott som ett linjärt fort- och löpgravssystem och skulle bemannas huvudsakligen av infanterister från landstormen, det vill säga värnpliktiga äldre än 32 år, beväpnade med vanliga gevär. Det var innan pansarfordon var påtänkta och när kulsprutor fortfarande var ovanliga. Hela linjen bestående av Danderydslinjen och Sollentunalinjen skulle bemannas med cirka 5 000 man. Efter 1921-1922 gjordes inga utbyggnader av försvarslinjen men under andra världskriget moderniserades anläggningen.

## Byggnad
Skavlötens kulsprutebunkrar var en del av Danderydslinjen och skulle säkra det så kallade Täbypasset. Stommen i Täbypasset utgjordes av skyttevärn och flera betongfort, bland dem Östra och Västra Arningefortet  och Margretelundsfortet. Båda ligger på ett avstånd av cirka 150 meter ifrån varann och är i relativt gottskick, det östra dock lite sämre. De ger  en god bild av principen med flankerande eldgivning framför försvarslinjen. Byggnaderna bekostades och skänktes av Carl Robert Lamm till militären. Lamm var markägare och en stor donator till "Palmqvistska fonden till Stockholms befästande". I oktober 2000 genomförde RAÄ en inventering av anläggningen.

## Bilder

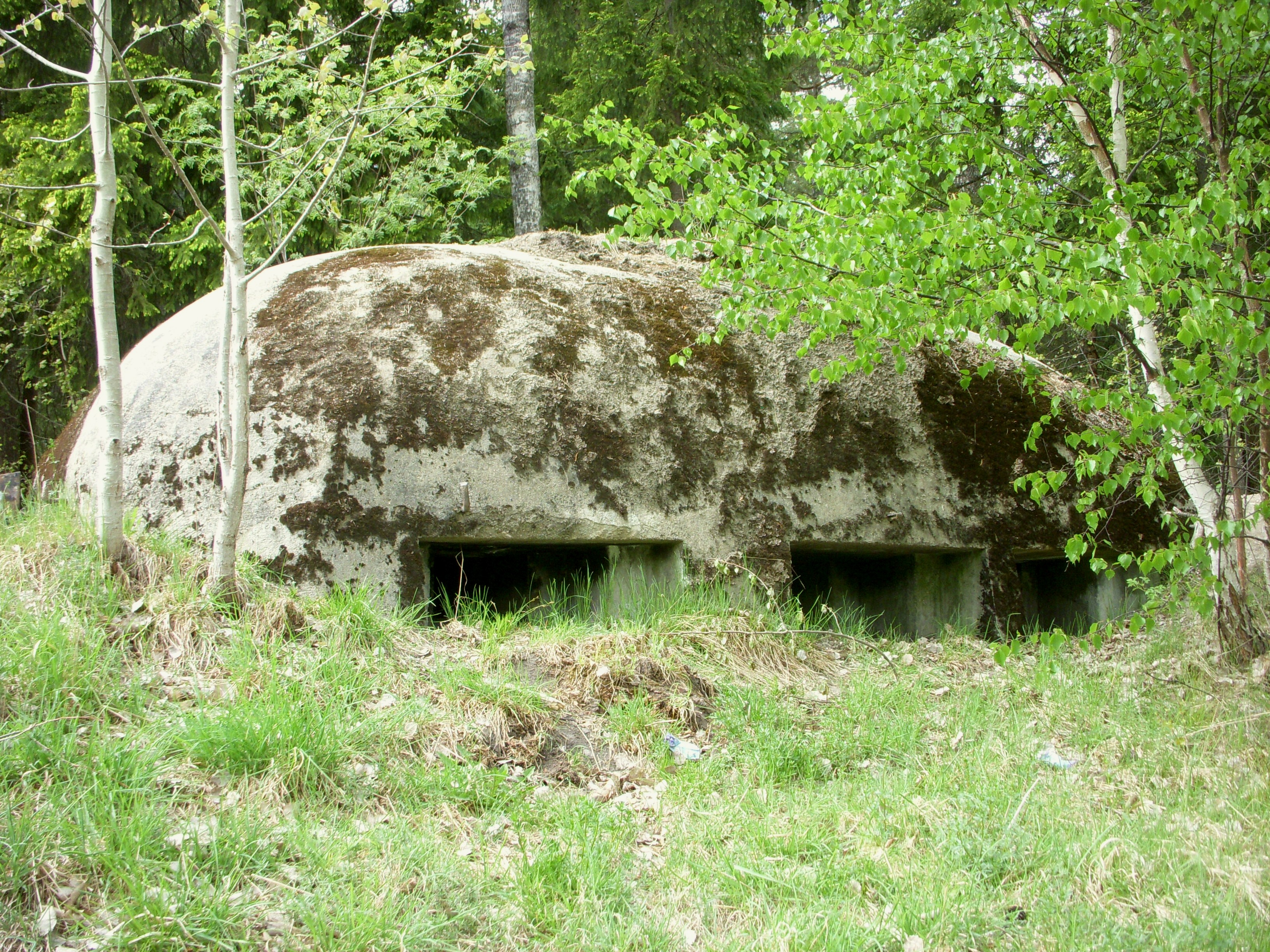
Västra bunkern
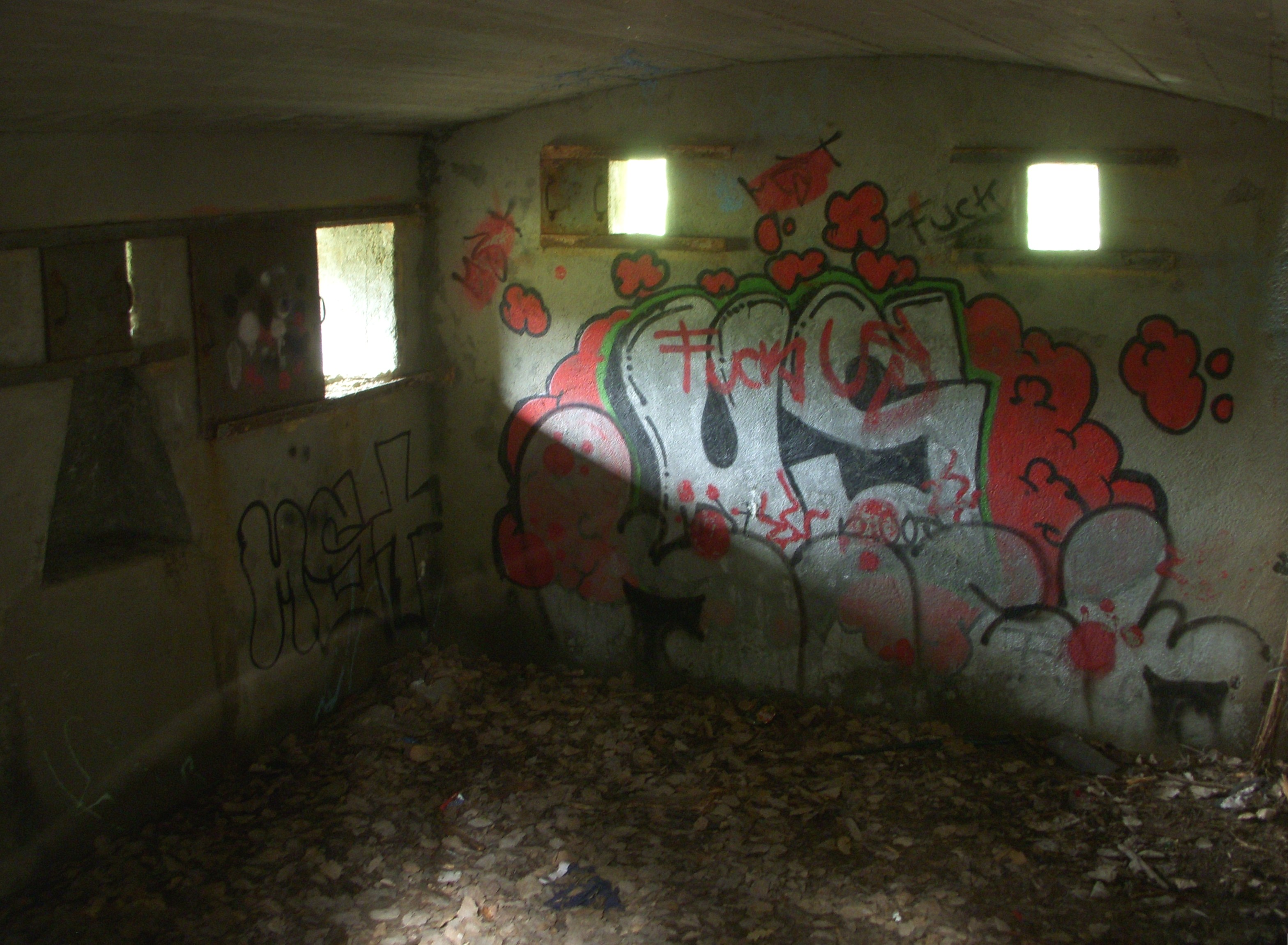
Interiör, västra bunkern
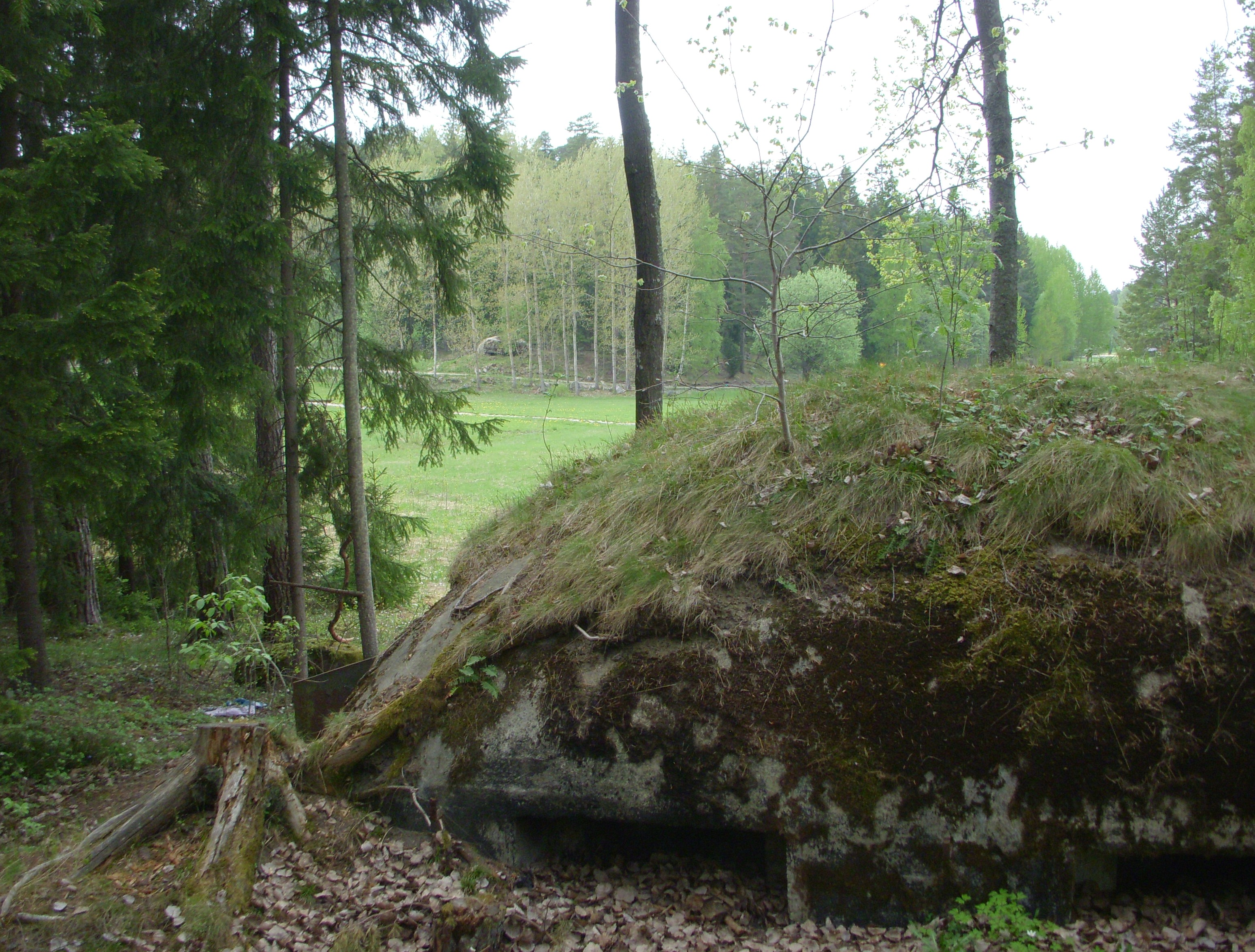
Östra bunkern, i bakgrunden syns västra bunkern
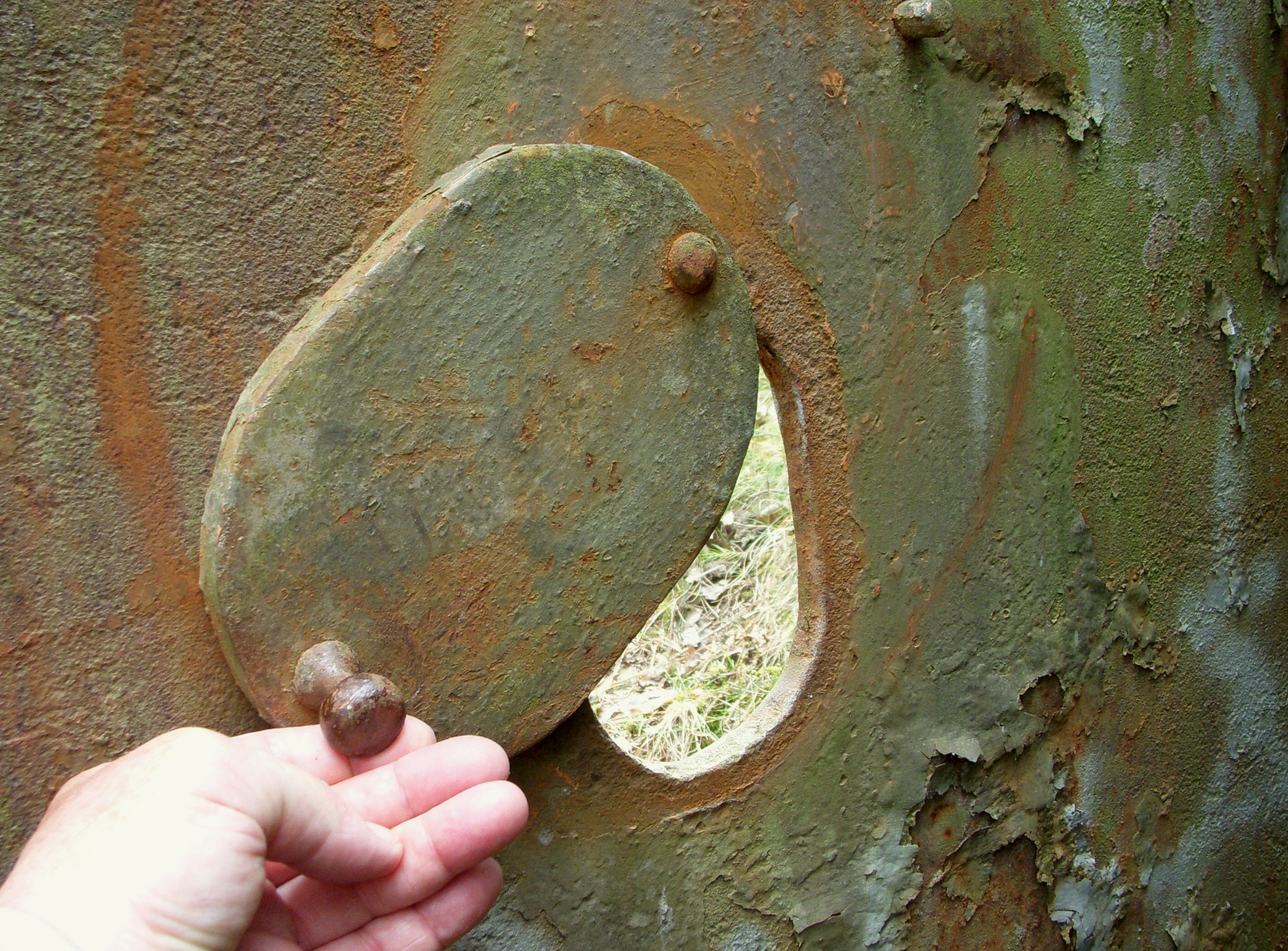
Dörrglugg med järnlucka